# Giovannangelo Porro
Giovannangelo Porro (Barlassina, 1451 – Milano, 23 ottobre 1505) è stato un religioso italiano dell'ordine dei Servi di Maria, venerato come beato dalla Chiesa cattolica. È uno dei beati dell'Ordine vissuti nel XV secolo, assieme a Giacomo Filippo Bertoni e Bonaventura da Forlì.

## Biografia
Figlio del nobile Protasio Porro e di Franceschina da Guenzate, entrò diciottenne nel noviziato dell'ordine, per poi passare a Firenze, nel convento dell'Annunziata e all'eremo di Monte Senario. Nel 1488 tornò all'Annunziata, e sette anni dopo morì. Di salute cagionevole fu considerato protettore dei bambini malati. San Carlo Borromeo, giovinetto, attribuì al beato Giovannangelo la propria guarigione da una grave malattia, e questo contribuì moltissimo alla diffusione del culto presso la chiesa milanese.
Si attribuisce a questa considerazione il fatto che, in deroga alla disciplina imposta dal Concilio di Trento, il corpo del beato Porro è esposto sopra l'altare costituendo l'unico caso nelle chiese del Milanese.

## Culto
Il culto del beato Porro, sorto spontaneo nel suo Ordine ed alimentato dalla devozione di San Carlo, arcivescovo di Milano, ebbe il riconoscimento canonico solo con papa Clemente XII il 15 luglio 1737.
La costante attenzione di San Carlo per la chiesa dei Servi fece sì che quando nei primi decenni del secolo XIX la stessa fu demolita per l'apertura di un corso tra Piazza Duomo e quella di San Babila, la nuova basilica che ne ha preso il posto sia stata dedicata appunto a San Carlo.